# Harald von Klüber
Harald von Klüber (* 6. September 1901 in Potsdam; † 14. Februar 1978 in Baden-Baden) war ein deutscher Astronom.
Harald von Klüber war Sohn des Offiziers Robert von Klüber und seiner Ehefrau Elsa von Klüber, geb. von Mühlberg. Klüber war ab 1949 Senior Observer und ab 1960 Assistant Director an der Universitätssternwarte Cambridge (England). Sein Forschungsgebiet war die Sonnenphysik.